# Microsoft Equation Editor
O Microsoft Equation Editor é um editor de fórmulas científicas e matemáticas desenvolvido pela Design Science e está incluso em todas as versões do Microsoft Office e em outros programas comerciais. O aplicativo é uma versão simplificada do MathType, produzido também pela Design Science, e auxilia na criação de fórmulas através de uma interface WYSIWYG. O programa pode ser utilizado em conjunto com o Word, como uma ferramenta para adição de fórmulas utilizando o sistema OLE, ou utilizado de maneira isolada. Desde que foi introduzido no Word for Windows 2.0, versão do Word lançada em 1991, não houve mudanças significativas em suas funções.
O Equation Editor está incluído sem muitas mudanças no Microsoft Office 2007, embora tenha sido implantada uma versão reprojetada para a suíte com suporte a uma linguagem semelhante ao TeX denominada Office Math Markup Language (Office MathML, conhecido também pela sigla OMML), sendo um novo formato baseado em XML diferente das recomendações da W3C para MathML. O Microsoft Office 2008 for Mac não suporta as fórmulas em OMML, mas o Microsoft Office 2011 for Mac as reconhece nativamente.